# Дідовичі-Трипольські
Дідовичі-Трипольські або Трипольські — шляхетський і дворянський рід Речі Посполитої, Пруссії та Російської імперії, що виник на початку XVI століття і отримав родове прізвище від назви головного маєтку - села, а згодом містечка Трипілля Київського воєводства Великого князівства Литовського.

## Історія
Рід походить від київського боярина, господарського дворянина, Данила Федьковича Дідовича, якому за заслуги великий князь литовський Олександр Казимірович у 1500 році надав село Триполь. Данило Дідович був скараний за якийсь виступ проти великого князя, але його землі відійшли синові Василю Даниловичу. Василь Данилович мав п'ятеро синів - Федора Старшого, Гапона, Ждана, Федора Молодшого, Михайла. Від синів Федора Старшого, Гапона та Федора Молодшого пішли три головні лінії роду Трипольських.

## Трипольські дворяни Російської імперії
Велика родина Дідовичів-Трипольських, землевласників Овруцького повіту Волинської губернії, які були нащадками Федора Старшого була визнана в дворянстві Волинським дворянським депутатським зібранням у 1802 році з внесенням в 6 частину родовідної книги.